# Ратови звезда: Епизода II — Напад клонова
Ратови звезда — епизода II: Напад клонова (енгл. Star Wars Episode II: Attack of the Clones) је научно-фантастични филм из 2002. године који је режирао Џорџ Лукас. То је пети наставак саге о Ратовима звезда, али је други по хронологији догађаја. У главним улогама су Јуан Макгрегор, Натали Портман, Хејден Кристенсен, Ијан Макдермид, Самјуел Л. Џексон, Кристофер Ли, Ентони Данијелс, Кени Бејкер и Френк Оз.
Смештен десет година након догађаја из Фантомске претње, галаксија се налази на ивици грађанског рата, са хиљаде планетарних система који прете сецесијом од Галактичке републике. Након што је сенаторка Падме Амидала преживела покушај атентата, џедај ученик Анакин Скајвокер постаје њен заштитник, док његов ментор Оби-Ван Кеноби истражује тај напад. Ускоро, њих троје ће бити сведоци почетка нове претње по галаксију, Клонским ратовима.
Развој филма започео је у марту 2000. године, неколико месеци након премијере претходног филма. До јуна исте године, Џорџ Лукас и Џон Халес су завршили нацрт сценарија, а снимање је трајало од јуна до септембра. Филмска екипа је првобитно снимала у Фоксовом студију у Сиднеју, а такође се снимало у Тунису, Шпанији и Италији. Био је један од првих филмова који су комплетно снимљени високом резолуцијом 24-фрејмног система.
Филм је премијерно приказан 12. маја 2002. године. Добио је мешане критике, док неки критичари сматрају да је филм побољшање у односу на свог претходника Фантомску претњу, а други га сматрају најгорим филмом у серијалу. Иако су визуелни ефекти, дизајн костима, музика, акционе сцене и Макгрегоров перформанс као Оби-Ван Кеноби хваљени, романса између Падме и Анакина, дијалози, сценарио и дуго трајање филма су били критиковани. Филм је остварио финансијски успех зарадивши преко 649 милиона долара широм света, али био је први филм из Ратова звезда који није био најуспешнији из године изласка, био је четврти најуспешнији филм из 2002. године. Филм је доступан на ВХС-у и ДВД-у од 12. новембра 2002. и касније је реализован на Блу-реју 16. септембра 2011. године. Трећи и последњи филм у трилогији преднаставака, Освета сита изашао је 2005. године.

## Радња
Филм започиње уводним текстом који говори да је прошло десет година од инвазије на планету Набу од стране Трговачког савеза и да се Галактичка република налази пред распадом. Анакин Скајвокер сада је ученик Оби-Ван Кенобија, а бивши џедај витез гроф Дуку организовао је сепаратистички покрет против Републике; у исто време галактички сенат води дебате око креирања војске за Републику која ће помоћи џедајима у борби против сепаратиста. Сенаторка Падме Амидала, бивша краљица планете Набу, враћа се због гласања на планету Корусант. Одмах након слетања њеног брода, на њу је организован атентат, али успева да побегне. Врховни канцелар Палпатин додељује јој Кенобија и Анакина као чуваре. Оби-Ван и Анакин ускоро хватају убицу, Зам Весел, током још једног њеног покушаја атентата. Међутим, пре него што је успела да им да било какве информације, отровном стрелицом из даљине је убија њен послодавац. Оби-Ван ускоро сазнаје да је стрелица произведена на удаљеној океанској планети Камино на коју одлази у истрагу, док је Анакину у потпуности поверен задатак чувања Падме док она путује натраг на свој планету Набу; временом се њих двоје заљубљуј једно у друго. Док истражује све информације о планети Камино, Оби-Ван открива да је она уклоњена из навигационих мапа које се налазе у архивима џедаја. Јода му говори да је тако нешто могао да направи једино џедај па њих двојица посумњају у постојање завере.
Оби-Ван одлази на Камино где открива да је за Републику у тајности створена војска клонова, а која је направљена из генетике ловца на главе по имену Џанго Фет. Схвативши да је управо Џанго послодавац атентаторке коју је раније ухватио, Оби-Ван прати њега и његовог сина Бобу до Геоносиса, камене планете на којем се ствара нова војска дроида. У међувремену на планети Набу, Анакина почињу да муче ноћне море у којој види своју мајку Шми у боловима. Противно Оби-Вановим наредбама, Анакин и Падме отпутују на планету Татуин. Након што се сусретне са својим очухом Клигом Ларсом и својим побратимом Овеном, Анакин открива да су Шми отели јахачи из Тускена неколико недеља раније. Анакин долази до кампа племена како би спасио мајку, али схвата да је прекасно и она му умире на рукама. Потом бесан Анакин убија све припаднике племена и враћа се са телом своје мајке и о свом злочину обавештава Падме која га теши.
Откривши да је гроф Дуку одобрио покушај атентата на Падме и да сепаратисти развијају нову војску борбених дроида, Оби-Ван шаље те информације путем холограма Анакину који их прослеђује већу џедија. Међутим, Оби-Ван се ускоро нађе у заточеништву након што га Дуку ухвати. Дуку неуспешно покушава да на своју страну придобије Оби-Вана па му открива да Републику потајно контролише мрачни лорд Сита под именом Дарт Сидијус. Док се Анакин и Падме налазе на путу за Геоносис како би спасили Оби-Вана, Палпатину сенат даје извршна овлашћења да организује војску клонова и пошаље их у битку. Недуго након доласка на планету Геоносис, Анакина и Падме заробљава Џанго и осуђује их на казну јавног погубљења заједно са Оби-Ваном. Пре уласка у гладијаторску арену, Анакин и Падме једно другом изјављују љубав, а након тога се у арени сусрећу са Оби-Ваном где их нападају огромне звери. Међутим, Мејс Винду се појављује скупа са тимом џедија па покрећу јаку одбрану против звери и сепаратиста. Током величанствене битке која следи, Винду убија Џанго Фета, али ускоро се џедији нађу опкољени безбројном војском дроида сепаратиста. Баш у тренутку када Дуку захтева да се предају долази Јода са појачањима − војском клонова.
Битка између републичке војске клонова и сепаратистичке војске дроида доживљава свој врхунац, а Оби-Ван и Анакин прате Дукуа и покушавају да спрече његов бег. У окршају светлосним сабљама, Дуку их обојицу порази, ранивши Оби-Вана и одсекавши Анакинову десну руку; ипак ускоро долази Јода како би их обојицу спасио од смрти и на борбу изазива грофа Дукуа. У немогућности да победи Јоду, Дуку бежи својим бродом на планету Корусант, а са собом носи нацрте супер-оружја. Тамо се сусреће са Сидијусом који му говори да сада када се галаксија налази у рату све иде по плану. И док џедији такође признају почетак Ратова клонова, Палпатин надгледа слање неколико одреда војске клонова. У међувремену, Анакин − којем је на место одсечене руке стављена нова роботска − и Падме се венчају у тајности на планети Набу, а као сведоци им се придружују Ц-3ПО и Р2-Д2.

## Улоге
| Глумац            | Улога                            |
| ----------------- | -------------------------------- |
| Јуан Макгрегор    | Оби-Ван Кеноби                   |
| Хејден Кристенсен | Анакин Скајвокер                 |
| Натали Портман    | Падме Амидала                    |
| Ијан Макдермид    | канцелар Палпатин / Дарт Сидијус |
| Кристофер Ли      | Гроф Дуку / Дарт Тиранус         |
| Самјуел Л. Џексон | Мејс Винду                       |
| Френк Оз          | Јода (глас)                      |
| Темуера Морисон   | Џанго Фет                        |
| Ентони Данијелс   | Ц-3ПО                            |
| Кени Бејкер       | Р2-Д2                            |
| Ахмед Бест        | Џар Џар Бинкс (глас)             |
| Џими Смитс        | сенатор Бејл Органа              |
| Пернила Огуст     | Шми Скајвокер                    |
| Џек Томпсон       | Клиг Ларс                        |
| Џоел Еџертон      | Овен Ларс                        |

## Филмска екипа
- редитељ: Џорџ Лукас
- сценариста: Џорџ Лукас, Џонатан Хејлс по филмској причи Џорџа Лукаса
- сниматељ: Дејвид Татерсол
- сценограф: Питер Волпол
- костимограф: Триша Бигар
- продуцент: Рик Макалум
- извршни продуцент: Џорџ Лукас
- дизајнер продукције: Гавин Бокет
- монтажа: Бен Берт, Џорџ Лукас
- визуелни ефекти: Бен Сноу, Џон Нол, Роб Колман, Пабло Хелман

## Продукција
Премијера филма је била 16. маја 2002. То је био први филм који је у потпуности снимљен помоћу тзв. дигиталног система високе дефиниције са 24 кадра. Тродимензионална верзија филма планирана је за 2007. годину.

## Одјек
Филм је зарадио 310 676 740 долара у САД и 338 721 588 долара у осталим државама, чиме је постигнут огроман финансијски успех који је, ипак, био у сенци још већег успеха Фантомске претње. Такође, Напад клонова није био филм са највећом зарадом године (први пут да неки од филмова ове саге није достигао тај циљ). Филмови који су зарадили више били су Спајдермен, Хари Потер и Дворана тајни и Господар прстенова: Две куле, који су имали и боље критике.